# Litera (Huesca)
Litera (Lliterà en catalán ribagorzano) es una localidad situada en el municipio de Viacamp y Litera, en la comarca de La Ribagorza, provincia de Huesca, Aragón España. En 1980 contaba con 28 habitantes y en 1991 con tan solo 14.

## Geografía
Está a una altitud de 731 m s. n. m. cercano al desfiladero de Monrebey.

## Lugares de interés
- Iglesia de la Asunción, de origen románico.[3]